# Контерн
Контерн (люкс. Conter, фр. Contern) — коммуна в Люксембурге, располагается в округе Люксембург. Коммуна Контерн является частью кантона Люксембург. В коммуне находится одноимённый населённый пункт.
Население составляет 3479 человек (на 2008 год), в коммуне располагаются 1237 домашних хозяйств. Занимает площадь 20,55 км² (по занимаемой площади 52 место из 116 коммун). Наивысшая точка коммуны над уровнем моря составляет 356 м. (93 место из 116 коммун), наименьшая 237 м. (50 место из 116 коммун).